# Романенко Ігор Олександрович
Романенко Ігор Олександрович (9 квітня 1953, Ніжин) — український військовик. Генерал-лейтенант у відставці, кандидат військових наук, доктор технічних наук, професор. Заступник начальника Генерального штабу ЗС України (2006-2010).

## Біографічні дані
Народився 9 квітня 1953 року у м. Ніжині на Чернігівщині у сім'ї військовослужбовця, українець.
У 1970 році закінчив 10 класів середньої школи військового містечка Сєвєрний Балашихінського району Московської області.

### Освіта
- Мінське вище інженерне зенітне ракетне училище ППО у 1975 р. за радіотехнічною спеціальністю (з відзнакою);
- Воєнна командна академія ППО імені Г. К. Жукова у 1981 р. з командно-штабної оперативної спеціальності (з відзнакою);
- Академія Збройних Сил України у 1996 р. за спеціальністю «З'єднання та об'єднання Збройних Сил»;
- Київський національний університет імені Т. Шевченка у 2006 р. за спеціальністю «Фінанси»;
- Здобув освітньо-кваліфікаційний рівень магістр військового та державного управління;
- Володіє англійською мовою на рівні СМР-2.

### Проходження військової служби
Загальний строк служби на посадах в Збройних Силах України та Збройних Силах СРСР становить 40 років. 
У Збройних Силах України — з 1991 року. 
Останні посади обіймав у Військах протиповітряної оборони та Повітряних Силах Збройних Сил України (заступник командувача з бойової підготовки та військових навчальних закладів), з 2006 року до грудня 2010 року обіймав посаду заступника начальника Генерального штабу Збройних Силах України. 
З 2010 по вересень 2013 року обіймав науково-педагогічні посади у вищих військових навчальних закладах Міністерства оборони України, а саме: 
Національного університету оборони України, 
Воєнного інституту Київського Національного університету ім. Т. Г. Шевченка, 
Військового інституту телекомунікацій та інформатизації,
Національного технічного університету України «Київський політехнічний інститут».
З 2022 - провідний науковий співробітник Національної академії наук України в Інституті проблем математичних машин та систем.

## Науковий ступінь та вчене звання
З 2004 року кандидат військових наук зі спеціальності «Воєнне мистецтво.
З 2010 року доктор технічних наук зі спеціальності «Інформаційні технології».
У 2004 році присуджено вчене звання доцента кафедри оперативного мистецтва, у 2010 році — професора кафедри бойового застосування автоматизованих систем управління військами.

## Напрями службової діяльності
В Генеральному штабі Збройних Сил України виконував обов'язки за напрямами Повітряні Сили Збройних Сил України, фінансово-економічна діяльність в Збройних Сил України, воєнна наукова та педагогічна діяльність, а також за окремими програмами та питаннями:
- розробка системи знищення безпілотних авіаційних комплексів противника (має за цим напрямом три зареєстровані патенти «Система для знищення/ураження повітряних цілей типу безпілотних літальних апаратів»);
- будівництво протиракетної оборони держави шляхом переозброєння на модернізовані зенітні ракетні комплекси;
- розробка багатофункціонального ракетного комплексу;
- заміщення ядерної зброї на електромагнітну зброю, зброю з використанням іоносфери та інші напрями;
- розробка автоматизованої системи управління підготовкою військ;
- стратегічна воєнно-транспортна ініціатива (реалізація можливостей України в військовій сфері за рахунок розвитку воєнно-транспортної авіації);
- багатонаціональна вертольотна ініціатива (міжнародна програма участі України в військовій сфері Євросоюзу);
- підтримка воєнних стосунків з Росією, Казахстаном, Білоруссю та країнами Кавказу.

## Варіанти кадрового призначення
Підготовлений до виконання обов'язків: — заступника Міністра оборони України з озброєння; — першого заступника начальника Генерального штабу Збройних Сил України; — командувача Повітряних Сил ЗС України; — начальника Національного університету оборони України.
Перебував у резерві Міністра оборони України на посаді — заступника Міністра оборони України з озброєння; — директора Департаменту військової освіти та науки Міністерства оборони України.

## Нагороди та відзнаки
- Орден Богдана Хмельницького 3 ступеня[2].